# ウルシヌフ駅
ウルシヌフ駅（ウルシヌフえき、波: Ursynów、英: Ursynów metro station）は、ワルシャワ南部のウルシヌフ地区に所在する、ワルシャワ地下鉄1号線の駅である。 
ワルシャワ地下鉄の初期開業区間（カバティ駅 - ポリテフニカ駅）の一部として、1995年4月7日に開業した。